# نیش زنبور
نیش زنبور فیلمی کمدی به کارگردانی حمیدرضا صلاحمند و فیلم‌نامه سروش صحت است که در نقش‌های اصلی آن رضا کیانیان، رضا عطاران و مریلا زارعی به ایفای نقش پرداخته‌اند. این فیلم در پاییز ۱۳۸۸ به نمایش در آمد. علی سرتیپی، تهیه‌کننده این فیلم، آن را متفاوت‌ترین کمدی سال‌های اخیر سینمای ایران اعلام کرده‌است.

## خلاصه داستان
دو دوست از دو طبقه اقتصادی و اجتماعی متفاوت روزگار خوبی را با یکدیگر گذرانده‌اند. تا اینکه یکی احساس می‌کند دیگری به او نارو زده. این دو باز یکدیگر را می‌یابند و رابطه‌شان از نو شکل می‌گیرد، اما همواره احساس بدبینی و سوءتفاهم میانشان وجود دارد.